# Alpes de Silvretta, de Samnau e de Verwal
Os Alpes de Silvretta, de Samnau e de Verwal (em italiano:  Alpi del Silvretta, del Samnaun e del Verwall) é um maciço montanhoso que se encontra na região de Voralberg e no Tirol na Áustria, e no cantão dos Grisões na Suíça. O ponto mais alto é o  Piz Linard com 3.411 m.
O nome destes alpes provêm monte Silvretta qu faz fronteira Áustria-Suíça, da Comuna suíça de Samnaun cantão dos Grisões, e do vale Verwalltal austríaco.

## Localização
Os Alpes de Silvretta, de Samnau e de Verwal têm da mesma secção alpina  a Sudeste os  Alpes de Val Mustair, a Sul os Alpes de Albula, e a Oeste a Cordilheira de Ratikon.
De outras secções tem a Norte os Alpes de Lechtal e os Montes de Lechquellen ambos pertencentes aos Alpes calcários do Tirol, e a Leste os Alpes de Venoste dos Alpes Réticos orientais.

## SOIUSA
A Subdivisão Orográfica Internacional Unificada do Sistema Alpino (SOIUSA) dividiu os Alpes em duas grandes Partes: Alpes Ocidentais e Alpes Orientais, separados pela linha formada pelo  Rio Reno - Passo de Spluga - Lago de Como - Lago de Lecco.
Os  Alpes de Platta, Alpes de Albula, Alpes de Bernina, Alpes de Livigno, Alpes de Val Mustair, Alpes de Silvretta, de Samnau e de Verwal, Alpes de Plessur,  e a Cordilheira de Ratikon formam os Alpes Réticos ocidentais.

### Classificação  SOIUSA
Segundo a SOIUSA este acidente geográfico é uma Sub-secção alpina com as seguintes características:
- Parte = Alpes Orientais
- Grande sector alpino = Alpes Orientais-Centro
- Secção alpina = Alpes Réticos ocidentais
- Sub-secção alpina =  Alpes de Silvretta, de Samnau e de Verwal
- Código = II/A-15.VI

## Imagens

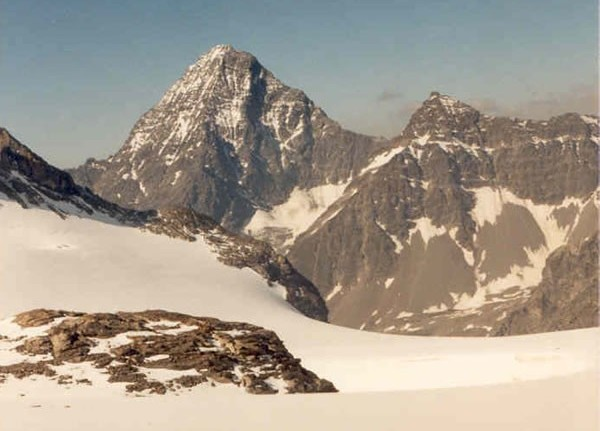
O  Piz Linard